# Episodi di L'imperatrice (prima stagione)
La prima stagione della serie televisiva L'imperatrice (Die Kaiserin), composta da sei episodi, è stata interamente pubblicata sul servizio di streaming on demand Netflix il 29 settembre 2022.
| nº | Titolo originale | Titolo italiano                    | Pubblicazione     |
| -- | ---------------- | ---------------------------------- | ----------------- |
| 1  |                  | Un posto nel mondo                 | 29 settembre 2022 |
| 2  |                  | L'arrivo                           | 29 settembre 2022 |
| 3  |                  | Le nozze                           | 29 settembre 2022 |
| 4  |                  | La caccia                          | 29 settembre 2022 |
| 5  |                  | Le scarpe                          | 29 settembre 2022 |
| 6  |                  | Quel Dio che la libertà ci ha reso | 29 settembre 2022 |

## Un posto nel mondo
- Titolo originale:
- Diretto da: Florian Cossen e Katrin Gebbe
- Scritto da: Katharina Eyssen, Bernd Lange e Janna Maria Nandzik

### Trama
Conclusi i moti del 1848 un giovane Francesco Giuseppe I d'Austria sale al trono dell'Impero austro-ungarico. Sopravvissuto a un attentato alla sua vita nel 1853, in cui rimane seriamente ferito, viene convinto dalla madre Sofia di Baviera a convolare a nozze per garantire continuità alla successione asburgica. La prescelta è Elena di Baviera, figlia di Ludovica di Baviera, sorella dell'imperatrice madre, e di Massimiliano Giuseppe in Baviera. Viene accompagnata nel viaggio che porterà all'incontro dei due giovani dalla madre e dalla sorella Elisabetta, che casualmente conosce anticipatamente l'imperatore. La sua spontaneità colpisce il giovane, così come il fratello, l'Arciduca Massimiliano. Durante la sua festa di compleanno, Francesco Giuseppe annuncia l'imminente fidanzamento con Elisabetta, destando lo stupore dei famigliari e della corte.
- Altri interpreti: Andreas Döhler (Massimiliano Giuseppe in Baviera)

## L'arrivo
- Titolo originale:
- Diretto da: Florian Cossen e Katrin Gebbe
- Scritto da: Katharina Eyssen, Bernd Lange e Janna Maria Nandzik

### Trama
Elisabetta giunge alla corte di Vienna accompagnata dalla famiglia. Accolta all'arrivo dal futuro marito, Francesco Giuseppe, viene affidata dalla futura suocera Sofia alle attenzioni di Sofia Esterházy-Liechtenstein che dovrà istruirla sull'atteggiamento da tenere a palazzo, accompagnandola con le sue nuove dame di corte. Tra queste è presente Leontine, membro della rivoluzione al potere asburgico, che è stata sostituita alla nobile prescelta, la contessa von Apafi, uccisa durante il viaggio. L'imperatore nel consiglio di guerra dichiara l'astensione dalla guerra di Crimea contro l'Impero russo, scegliendo di investire le risorse dello Stato per migliorare la qualità di vita del popolo, iniziando dalla costruzione di una ferrovia moderna. A corte giunge per le nozze il principe Gustavo di Vasa, che si rivela essere il padre dell'imperatore durante un incontro con la madre Sofia. L'arciduca Massimiliano, innamorato di Elisabetta, cerca inutilmente di avvicinarsi baciandola.
- Altri interpreti: Andreas Döhler (Massimiliano Giuseppe in Baviera), Martin Butzke (Gustavo di Vasa)

## Le nozze
- Titolo originale:
- Diretto da: Florian Cossen e Katrin Gebbe
- Scritto da: Katharina Eyssen, Bernd Lange e Janna Maria Nandzik

### Trama
Elisabetta sposa Francesco Giuseppe e viene incoronata imperatrice. Nel gruppo delle dame di compagnia, Leontine viene sorvegliata da Amalia, insospettita dall'atteggiamento poco nobile della ragazza. Nel frattempo la Russia ha spostato al confine un gran numero di soldati; l'imperatore chiede al fratello Massimiliano di incontrare l'ambasciatore di Francia per cercare alleanza con Napoleone III. Francesco Giuseppe si incontra con un gruppo di finanziatori che si mostrano più interessati a una possibile guerra che alla costruzione di una ferrovia. Elisabetta si scontra con i genitori, chiedendogli di allontanarsi dal palazzo. Conosce anche la contessa Louise, vecchia amante dell'imperatore, con la quale ha un confronto. Fidanzata con il ricchissimo barone Sina, grazie alla sua intercessione, l'impero ottiene i finanziamenti per i progetti di Francesco Giuseppe. Giunta la prima notte di nozze, Sofia Esterházy consiglia Elisabetta di sopportare il primo rapporto nel nome della casata. I due giovani si uniscono invece con profonda attrazione.
- Altri interpreti: Andreas Döhler (Massimiliano Giuseppe in Baviera), Hanna Hilsdorf (Amalia), Carl Achleitner (Barone Sina)

## La caccia
- Titolo originale:
- Diretto da: Florian Cossen e Katrin Gebbe
- Scritto da: Katharina Eyssen, Bernd Lange e Janna Maria Nandzik

### Trama
Controllata da Sofia Esterházy su ordine della suocera Sofia in ogni spostamento, Elisabetta riceve la richiesta imperante di dare un successore alla corona. Nel consiglio di guerra Francesco Giuseppe si oppone all'intransigenza della madre e di una parte dei consiglieri e invita l'erede al trono di Russia Alessandro a partecipare a una battuta di caccia con le rispettive consorti, Elisabetta e Maria d'Assia. L'arciduca Massimiliano su incarico del fratello allaccia rapporti con l'ambasciatore di Francia, ma dall'incontro esce convinto di potere subentrare a Francesco Giuseppe con un eventuale supporto di Napoleone III. Durante la battuta di caccia, organizzata nella residenza di Francesco Carlo d'Asburgo-Lorena, padre dell'imperatore, Alessandro mostra un forte interesse nei confronti di Elisabetta, che lo salva dall'attacco di un cinghiale, umiliandolo nei confronti della corte. Questi contrasti personali portano allo scontro verbale tra l'imperatore e il futuro zar.
- Altri interpreti: Vladimir Korneev (Alessandro II di Russia)

## Le scarpe
- Titolo originale:
- Diretto da: Florian Cossen e Katrin Gebbe
- Scritto da: Katharina Eyssen, Bernd Lange e Janna Maria Nandzik

### Trama
Elisabetta si lega affettivamente con Leontine. Francesco Giuseppe invia numerose truppe al confine con l'Impero russo. Il barone Sina, finanziatore della ferrovia, annulla l'accordo a seguito delle spese militari sostenute. Elisabetta, in compagnia del fratello minore del marito Carlo e della contessa Sofia Esterházy, si recano in una fonderia per incontrare gli operai. Le buone azioni dell'imperatrice vengono fraintese a causa dell'ingerenza della vecchia nobildonna, e il popolo reagisce ferendo il giovane Carlo. L'arciduca Massimiliano si convince di avere necessità di tre supporti fondamentali per la sua ascesa al trono; quello della Chiesa cattolica, dell'esercito e della madre Sofia. Amalia scopre la vera identità di Leontine. Elisabetta e il cognato Massimiliano si allontanano insieme dal palazzo per una visita notturna alla città di Praga.
- Altri interpreti: Carl Achleitner (Barone Sina), Hanna Hilsdorf (Amalia)

## Quel Dio che la libertà ci ha reso
- Titolo originale:
- Diretto da: Florian Cossen e Katrin Gebbe
- Scritto da: Katharina Eyssen, Bernd Lange e Janna Maria Nandzik

### Trama
Elisabetta, risentita nei confronti del marito Francesco Giuseppe per non averla supportata nello scontro avvenuto nella fonderia, trascorre il suo tempo festeggiando con il cognato Massimiliano. La suocera Sofia, in assenza di un erede non ancora giunto, propone alla nuora di tornare in Baviera annullando il matrimonio con l'imperatore o, in alternativa, riconciliarsi col marito. L'imperatrice madre allontana Sofia Esterházy dal ruolo di dama di compagnia. L'arciduca Massimiliano incontra la madre per parlarle dei suoi progetti, e la risposta di Sofia è ambigua. L'imperatore viene a conoscenza dei progetti del fratello e lo fa arrestare. Amalia si confida con Charlotte, altra dama di corte, sulla reale identità di Leontine, che oramai scoperta, uccide la prima spingendola dalla ringhiera della scalinata di palazzo con Charlotte testimone. Elisabetta scopre di essere incinta e cerca il marito per avvisarlo, che non ascolta e le inveisce contro. Decisa ad abbandonare il palazzo e rientrare in Baviera, Elisabetta scopre che il popolo ribelle si è riversato nelle strade attigue. L'imperatrice si unisce alla gente comune abbracciandola e confidando loro l'arrivo del nuovo erede. Francesco Giuseppe la cerca e accorre in suo aiuto. 
- Altri interpreti: Hanna Hilsdorf (Amalia)